# Olmedo de Camaces
Olmedo de Camaces è un comune spagnolo di 166 abitanti situato nella comunità autonoma di Castiglia e León.